# 向頎
向頎（?—?），子姓，向氏，名子頎，宋国左师向巢、司馬向魋的弟弟。
前481年（鲁哀公十四年、宋景公三十六年），宋景公聯合左师向巢、司馬皇野进攻向魋。子颀纵马奔告桓司马向魋。向魋想攻打宫里的宋景公，向子車劝阻他，向魋就进入曹地叛变。向魋失败逃亡卫国，再逃亡齐国。